# اچ‌دی ۱۷۷۸۳۰
اچ‌دی ۱۷۷۸۳۰ یک ستاره است که در صورت فلکی شلیاق قرار دارد.